# Кръстополе
Вижте пояснителната страница за други значения на Еникьой.
Кръсто̀поле, още Кръсто̀ поле или Еникьой (на гръцки: Σταυρούπολη, Ставруполи, катаревуса: Σταυρούπολις, Ставруполис), е село в Западна Тракия, Гърция в област Източна Македония и Тракия, дем Ксанти със 797 жители (2001).

## География
Селото е разположено в плодородната долина на река Места, обградено от изток и запад от залесените склонове на Родопите. На изток от селото се намира демовият център Ксанти, а на запад планински ридове го отделят от град Драма и Драмското поле. Кръстополе лежи на левия бряг на Места и през него преминава ЖП линията свързваща Западна Тракия с останалата част на Гърция, оттук преминава и първокласен автомобилен път, най-прекият свързващ градовете Драма и Ксанти.

## История

### В Османската империя
Селото е засвидетелствани в османски данъчен регистър от 1569–1570 година, като в село Йеникьой и махала Габрово с 3 неженени мюсюлмани, 59 християнски семейства, 168 неженени християни и 3 вдовици.
Според някои източници в Кръстополе освен българи-християни се заселват и бегълци от околни помюсюлманчени села като: Исьорен, Ксантийско и Чейлик, Муратли, Мунджулус, Драмско. От 1870 година в селото функционира българско училище. В него от 1870 година до 1874 преподава Яков Змейкович. През учебната 1909-1910 година учителският персонал възлиза на 7 души, а на учениците - на 194, разпределени в 4 отделения и 3 класа. Един от учителите е писателят Дамян Калфов, който в периода 1907-1910 г. учителства в селото. Към 1909 година Еникьой има около 300 къщи, от които 220 български екзархийски, 50 гъркомански и 30 мюсюлмански. Основният поминък на населението е тютюнопроизводството.
През лятото на 1900 година Тодор Хълчев образува и ръководи революционен комитет в Кръстополе, в който влизат братята му Васил и Атанас Хълчеви, Недялко Килев, Димитър Бечиров, Щерю Георгиев (Гочев), Иван Белков, Михаил Палатев, Петър Херов, Михаил Караджов, Георги Матинов, Георги Бодуров, Щерю Керезов, Стамат Бечов, Александър Вулев, Киряк Чулбуров, Сава Гочев, Тодор Бечиров, Сава Колцев, Нашо Вулев и други. В селото има 30 гъркомански къщи, което ограничава до известна степен революционната активност.
Според статистиката на професор Любомир Милетич в 1912 година Кръстополе е едното от двете български християнски села в Ксантийска кааза на Османската империя. Общо за двете села Габрово и Еникьой Милетич посочва 600 екзархийски български семейства.

### В Гърция
През юли 1913 година след Междусъюзническата война, която оставя Кръстополе на гръцка територия, населението бяга в Смолянско, под страх от унищожение от околното турско население. После кръстополци се настаняват компактно в останалия в България град Ксанти. След края на Първата световна война (1918 г.) Ксанти попада в пределите на Гърция, заради което кръстополци отново се преселват, поемайки на север към България.
Вестник „Търговски фар“ дава сведения, че до лятото на 1914 г. в град Ксанти сред много преселили се български бежанци са и 166 семейства с 865 члена от село Ени Кьой, което макар и наблизо до града, остава на гръцка територия. Според потомци на гъркомани от селото цялото му християнско население избягало през 1913 г. в Ксанти. Граничен пункт бил село Окчилар и жп гара по трасето за Ксанти. Там отишли голяма група гъркомани, за да измолят връщането си, но гръцките военни не ги пускали. Тогава дошъл гъркоманският свещеник от селото и казал на военните: „Това са мои деца. Как нема да ги пусните!“. Така българи християни се завърнали в селото си.
В 1920 година Гара Ени кьой се води отделно селище със 75 жители, а по-късно е присъединена официално към Кръстополе.
През по-голямата част от Втората световна война Кръстополе е отново в пределите на България. На 1 септември 1941 г. край селото с Постановление на Министерски съвет на Царство България е създаден концентрационният лагер Еникьой или Кръ̀сто поле по документи „Селище на Държавна сигурност“ № 2. В лагера са изпращани главно дейци на БКП и други противници на прогерманската политика на правителството на Богдан Филов.
| Година    | 1913 | 1920 | 1928 | 1940 | 1951 | 1961 | 1971 | 1981 | 1991 | 2001 | 2011 | 2021 |
| --------- | ---- | ---- | ---- | ---- | ---- | ---- | ---- | ---- | ---- | ---- | ---- | ---- |
| Население |      |      |      |      |      |      |      |      | 866  | 832  | 536  | 373  |

## Личности
Родени в Кръстополе
- Александър Вулев (? – 1906), български революционер
- Гавраил Савов (1900 - ?), български комунист[13]
- Гаврил Караоланов, български революционер и общественик
- Гаврил Карев (1909 - 1983), български комунист[14]
- Георги Миндев (1896 - ?), български комунист[15]
- Георги Чалбуров (1896 – 1960), български търговец и общественик, народен представител
- Димитър Илиев Димитров (1898 – 1942), български комунист, парашутист[16]
- Йорданка Чанкова (1911 – 1944), комунистическа партизанка
- Иван А. Карадимов - Киров (1893 - ?), български комунистически деец, партизанин[17][18]
- Костадин Шейтанов (1910 – 1939), комунистически функционер, интербригадист[19]
- Михаил С. Черешов (1884 – ?), македоно-одрински опълченец, 1 рота на Лозенградската партизанска дружина,[20] в 1914 година завършил право в Софийския университет.[21]
- Нашо Вулев – Руен, български революционер от ВМОРО, председател на селския комитет в 1900 година[22]
- Недялко Килев (1882 – 1944), български революционер
- Петър Андреев, македоно-одрински опълченец, 3 рота на 5 одринска дружина[23]
- Радослав Янчев (1900 - 1979), български комунист[24][25]
- Тодор Матанов (1898 - ?), български комунистически деец[26][27]
- Тодор Хълчев (1867 – ?), български революционер
- Христо Муратев (1895 - ?), български комунист[28]
- Щерю Георгиев Гочев, български революционер, деец на Ксантийския революционен комитет[29]